# آل این (۲۰۲۳)
آل این (به انگلیسی : All In) که با نام آل این در لندن در استادیوم ومبلی نیز تبلیغ میشود، یک رویداد غیر رایگان (Pay-Per-View) کشتی حرفه‌ای می‌باشد که توسط کمپانی آل الیت رسلینگ (AEW) تهیه می‌شود و این دوره در ۲۷ آگوست ۲۰۲۳ در ورزشگاه ومبلی شهر لندن برگزار شد. این اولین دوره این رویداد بود که توسط کمپانی اِی ای دابلیو برگزار میشود. اولین دوره آل این به طور مستقل در سپتامبر ۲۰۱۸ برگزار شده بود. همچنین این اولین رویداد کمپانی اِی ای دبلیو در انگلستان و به طور کل، خارج از ایالات متحده بود.

## زمینه سازی
آل این شامل مسابقاتی بین دشمنی‌های موجود، ماجراهای پیش آمده و استوری‌هایی خواهد بود که پیش از این در برنامه‌های داینامایت - کالیژن و رمپبج پخش شده بود. کشتی‌گیرها با توجه به مسابقات یا سری اتفاقاتی که برایشان رخ می‌دهد و تنش را به حداکثر می‌رساند، نقش منفی یا قهرمان به خود می‌گیرند و در این رویداد به مسابقه و رقابت می‌پردازند. 

## نتایج مسابقات
| # | مسابقه | نوع مسابقه                                                | مدت زمان |
| --- | --- | --------------------------------------------------------- | -------- |
| ۱پ | ام جی اف‌ و آدام کول پیروز در مقابل آوسی اوپن (مارک دیویس و کایل فلچر) (c) | مسابقه تگ تیم برای کسب کمربند تگ تیم رینگ آف هانر         | 7:45     |
| ۲پ | هوک پیروز در مقابل جک پری (c) | مسابقه تک نفره برای کسب کمربند FTW اِی ای دبلیو            | 21:45    |
| ۳ | اف تی آر (دکس هاروود و کش ویلر) (c) پیروز مقابل یانگ باکس (مت و نیک جکسون) | مسابقه تگ تیم برای کسب کمربند تگ تیم اِی ای دبلیو          | 8:50     |
| ۴ | سارایا پیروز درمقابل هیکارو شیدا (c) در مقابل تونی استورم در مقابل دکتر بریت بیکر | مسابقه چهار نفره برای کسب ‌کمربند زنان اِی ای دبلیو         | 16:00    |
| ۵ | [داربی آلین]] و استینگ پیروز درمقابل موگول امبیسی (ای آر فاکس و سور استریکلند) (با همراهی شاهزاده نانا)                                                                                                   | مسابقه تگ تیم کافین                                       | 20:30    |
| ۶ | الیت طلایی (کوتا ایبوشی، کنی اومگا و هنگمن آدام پیج) پیروز درمقابل کونوسوکه تاکشیتا و بالت کلاب گلد (جوس رابینسون و جی وایت) (با همراهی دان کالیس)                                                        | مسابقه تگ تیم شش نفره                                     | 21:30    |
| ۷ | ادی کینگستون، اورنج کسیدی، بست فرندز (چاک تیلور و ترنت برتا)، و لوچا برادرز (پنتا ال زیرو میدو و ری فنیکس) پیروز درمقابل بلکپول کامبت کلاب (جان ماکسلی، کلودیو کاستانیولی و ویلر یوتا) و سانتانا و اورتیز | مسابقه ازدحام ورزشگاه                                     | 14:55    |
| ۸ | ویل آسپری پیروز درمقابل کریس جریکو | مسابقه تک نفره                                            | 14:00    |
| ۹ | سی ام پانک (c) پیروز درمقابل ساموآ جو | مسابقه تک نفره برای کسب کمربند واقعی قهرمانی ای ای دبلیو  | 10:50    |
| ۱۰ | بیلی گان و اَکلِیمِد (آنتونی بوونز و مکس کستر) پیروز درمقابل هاوس آف بلک (مالاکای بلک، بادی متیوز، و برودی کینگ) (c) (با همراهی جولیا هارت)                                                                  | مسابقه تگ تیم شش نفره برای کسب کمربند سه گانه اِی ای دبلیو |          |
| ۱۱ | ام جی اف (c) پیروز درمقابل آدام کول | مسابقه تک نفره برای کسب کمربند قهرمانی آل الیت رسلینگ     | 29:00    |
| - (c) – نشان‌دهنده قهرمان(هایی) است که به میدان می‌روند - پ – نشان‌دهنده این است که مسابقه در پری–شو - *مسابقات برگزار خواهد شد | |                                                           |          |